# Jung Ya-Ling
Jung Ya-Ling es una deportista taiwanesa que compitió en taekwondo. Ganó una medalla de oro en el Campeonato Asiático de Taekwondo de 1990, en la categoría de –55 kg.

## Palmarés internacional
| Representando a China Taipéi |                  |                |           |
| Campeonato Asiático          |                  |                |           |
| Año                          | Lugar            | Medalla        | Categoría |
| 1990                         | Taipéi ( Taiwán) | Medalla de oro | –55 kg    |